# Billy Ward (Schlagzeuger)
Billy Ward (* 24. August 1952 in Cincinnati, Ohio) ist ein amerikanischer Jazzschlagzeuger.
Ward begann neunjährig Schlagzeug zu spielen und hatte Unterricht bei dem Schlagzeuger Jack Volk. Im Alter von fünfzehn Jahren sammelte er erste Erfahrungen als Band- und Studiomusiker; zwei Jahre später erlebte er einen Kurs bei Elvin Jones, dem er prägenden Einfluss auf seine Entwicklung zuschrieb.
Nach dem Besuch der Highschool studierte Ward zwei Jahre klassisches Schlagzeug am Cincinnati Conservatory of Music, danach wechselte er zur North Texas State University. Nach dem Studium ging er nach New York, wo er bald mit Musikern wie Jim Beard, Bill Evans, Leni Stern, B. B. King, George Russell und seinem Living Time Orchestra, mit Jimmy Webb, Carly Simon, Richard Marx und Ace Frehley und mit Bill Champlin, Robbie Robertson, Yoko Ono und Chris Whitley auftrat und aufnahm. Anderthalb Jahre tourte er mit der Sängerin Joan Osborne.
Daneben gab Ward weltweit Schlagzeugkurse und schrieb fünf Jahre lang die "Concept"-Artikel für die Zeitschrift Modern Drummer Magazine. Für seine Lehrtätigkeit wurde er mit dem Eric A Bergquist Award ausgezeichnet.
Ward wirkte an mehr als sechzig Alben und ebenso vielen Soundtracks für Filme mit. 2005 war er Schlagzeuger auf B. B. Kings mit einem Grammy ausgezeichneten Album 80. Er veröffentlichte zwei Lehr-DVDs: Big Time (2005) und Voices In My Head. Sein erstes Album als Bandleader, Two Hands Clapping, wurde vom Modern Drummer Magazine als Album des Jahres ausgezeichnet. 2007 veröffentlichte er Out the Door, ein Album mit Aufnahmen seines eigenen Trios.